# Азербайджано-литовские отношения
Азербайджано-литовские отношения — двусторонние дипломатические отношения между Азербайджаном и Литвой в политической, социально-экономической, культурной и иных сферах.

## Дипломатические отношения
Азербайджан признал независимость Литвы 10 сентября 1991 года. Литва признала независимость Азербайджана 20 декабря 1991 года.
Дипломатические отношения установлены 20 ноября 1995 года.
Посольство Литвы в Азербайджане открыто 3 апреля 2007 года. Посольство Азербайджана в Литве открыто 6 сентября 2007 года.
Консульский отдел Литвы в Баку функционирует с 27 марта 1991 года. 
В сейме Литвы функционирует межпарламентская группа дружбы «Литва-Азербайджан». Группа создана 28 октября 2012 года. Состоит из 49 членов. Руководителем группы является Казис Старкявичюс.
В парламенте Азербайджана действует двусторонняя рабочая группа. Группа создана 8 апреля 2011 года. Руководитель группы — Насиб Махамалиев.
В 2011 и 2013 годах состоялись визиты Председателя межпарламентской группы дружбы Фуада Мурадова в Литву.

## Договорно-правовая база
Между Азербайджаном и Литвой подписано 39 документов, в том числе:
1. Соглашение по торговому и экономическому сотрудничеству на 1993 год (30 ноября 1992 года)
2. Конвенция об избежании двойного налогообложения и предотвращении уклонения от уплаты налогов на доходы и имущество (2004)[7]
3. Соглашение о сотрудничестве в сфере экономики, промышленности и энергетики (21 апреля 2008)
4. Соглашение о сотрудничестве в аграрной сфере между Министерством сельского хозяйства Азербайджана и Министерством сельского хозяйства Литвы (18 января 2013)[6]
5. Соглашение о международных автомобильных перевозках (18 мая 2022)[8]

## Официальные визиты

### Главы государств
1. 13 октября 2005 года – рабочий визит Президента Литвы В. Адамкуса в Азербайджан.
2. 8-9 июня 2006 года – официальный визит Президента Литвы В. Адамкуса в Азербайджан.
3. 19-21 июня 2007 года – рабочий визит Президента Литвы В. Адамкуса для участия в Саммите ГУАМ.
4. 13-14 сентября 2007 года – официальный визит Президента Азербайджана Ильхама Алиева в Литву.
5. 10 -11 октября 2007 года - рабочий визит Президента Азербайджана Ильхама Алиева в Литву для участия в Энергетическом Саммите в Вильнюсе.
6. 13 -14 ноября 2008 года – рабочий визит Президента Азербайджана В. Адамкуса в Азербайджан для участия в Энергетическом Саммите в Баку.
7. 2-3 мая 2011 года – официальный визит Президента Литвы Д. Грибаускайте в Азербайджан.
8. 28-29 ноября 2013 года - рабочий визит Президента Азербайджана Ильхама Алиева в Литву для участия в Саммите в Вильнюсе[3].

### Председатели Парламентов
1. 5-7 июня 2005 года – официальный визит Председателя Сейма Литвы А. Паулауска в Азербайджан.
2. 14-16 мая 2009 года – официальный визит Председателя Милли Меджлиса Азербайджана О. Асадова в Литву.
3. 8-11 февраля 2011 года - официальный визит Председателя Сейма Литвы И. Дегутиэнен в Азербайджан.
4. 18-22 октября 2017 года - официальный визит заместителя Председателя Сейма Литвы И. Шиаулиэне в Азербайджан[3].

### Премьер-министры
1. 1-3 апреля 2004 года - официальный визит премьер-министра Азербайджана А. Расизаде в Литву.
2. 21-22 апреля 2008 года - официальный визит премьер-министра Литвы Г. Киркилас в Азербайджан.
3. 5 июля 2011 года - официальный визит премьер-министра Литвы А. Кубилиус в Азербайджан.
4. 7-9 апреля 2013 года – рабочий визит премьер-министра Литвы Алгирдас Буткевицис в Азербайджан для участия в Глобальном Экономическом Форуме, проходившем в Баку[3].

### Министры
1. 22-28 октября 2001 года – визит министра юстиции Азербайджана Ф. Мамедова в Литву.
2. 8-10 апреля 2002 года – визит министра иностранных дел Литвы А. Валиониса в качестве Председателя Комитета Министров Совета Европы в Азербайджан.
3. 27-29 августа 2002 года – визит министра обороны Азербайджана С. Абиева в Литву.
4. 25-29 сентября 2002 года - визит министра юстиции Литвы В. Макиавича в Азербайджан.
5. 15-16 мая 2003 года – визит министра обороны Литвы Л. Линкевициуса в Азербайджан.
6. 14-15 июня 2004 - визит министра обороны Азербайджана С. Абиева в Литву.
7. 2-3 октября 2007 года - визит министра обороны Литвы Й. Олекас в Азербайджан.
8. 25-28 октября 2007 года – визит министра социальной безопасности и труда Литвы В. Блинкевичиутен в Азербайджан.
9. 2-3 декабря 2008 года – визит министра культуры Литвы Й. Йучас в Азербайджан.
10. 6-8 апреля 2009 года – официальный визит министра иностранных дел Литвы В. Ушацкас в Азербайджан.

6 апреля 2009 года в городе Баку состоялась встреча министра иностранных дел Литвы Вигаудаса Ушацкаса с министром иностранных дел Азербайджана Эльмаром Мамедъяровым. После встречи были проведена совместная пресс-конференция на уровне министерств иностранных дел обоих государств.
1. 17 октября 2009 года - официальный визит министра иностранных дел Литвы В. Ушацкас в Азербайджан.
2. 13-14 марта 2011 года - официальный визит министра иностранных дел Литвы А. Аджубалиса в качестве Председателя ОБСЕ в Азербайджан.
3. 19-22 апреля 2011 года – официальный визит министра иностранных дел Литвы Р. Палатис в Азербайджан.
4. 6 декабря 2011 года – официальный визит министра иностранных дел Азербайджана Эльмара Мамедъярова (консульская встреча министров ОБСЕ)
5. 1-2 апреля 2012 года - официальный визит министра иностранных дел Литвы А. Аджубалиса в Азербайджан.
6. 19-26 июня 2012 года – визит министра образования Азербайджана М. Марданова.
7. 5-6 сентября 2012 года – визит министра внутренних дел Литвы А. Мелианас в Азербайджан.
8. 10-11 сентября 2012 года – визит министра обороны Азербайджана С. Абиева в Литву.
9. 18-21 октября 2012 года – визит Министра культуры и туризма Азербайджана А. Гараева.
10. 4-5 ноября 2012 года – визит министра транспорта и коммуникаций Литвы Э. Масиулис в Азербайджан (BakuTel 2012 )
11. 6 марта 2013 года – визит министра иностранных дел Литвы Л. Линкевициуса в Азербайджан.
12. 3 июля 2013 года – визит министра чрезвычайных ситуаций Азербайджана К. Гейдарова в Литву.
13. 29 ноября 2013 года – визит министра экономики и промышленности Азербайджана Шахина Мустафаева в Азербайджан (Саммит в Вильнюсе).
14. 4 апреля 2014 года – визит министра экономики Литвы Эвалдас Гуастас в Азербайджан (AİTF-2014)
15. 14 апреля 2014 года – официальный визит министра внутренних дел Литвы Д.  Баракаускас в Азербайджан.
16. 2-4 июня 2014 года – визит министра энергетики Литвы Й. Неверовича в Азербайджан.
17. 8-10 октября 2014 года – визит министра национальной обороны Литвы Й. Олекас в Азербайджан.
18. 15 октября 2014 года – визит министра транспорта и коммуникаций Литвы Р. Синкевициуса в Азербайджан.
19. 21-22 октября 2014 года – визит министра иностранных дел Литвы Л. Линкевициуса в Азербайджан.
20. 18-19 мая 2015 года – визит министра культуры Литвы С. Бирутис в Азербайджан (третий Международный Форум по межкультурному диалогу)
21. 1-2 июля 2015 года – визит министра обороны Азербайджана З. Гасанова в Азербайджан.
22. 24-25 апреля 2017 года – визит министра иностранных дел Азербайджана Э. Мамедъярова в Литву[3].
23. в 2023 году- визит генерального-прокурора Азербайджана Кямрана Алиева в Вильнюс.

## В области экономики
В 2010 году учреждена межправительственная комиссия по экономическому сотрудничеству.
8 апреля 2009 года между Азербайджаном и Литвой был подписан Меморандум об углублении политического диалога. В этот же день в столичном городе Баку при финансовой поддержке Министерства экономического развития Азербайджана был проведён совместный азербайджано-литовский бизнес-форум с участием 20 компаний.
В феврале 2011 года состоялся совместный азербайджано-литовский бизнес-форум с участием 40 литовских компаний.
Азербайджан вкладывает инвестиции, в основном, в туристический сектор Литвы.
В начале 2013 года в ходе 78-й международной выставки-ярмарки «Green Week», стороны подписали документ об учреждении договорно-правовой базы с целью развития совместной деятельности в области сельского хозяйства.
Согласно статистическим данным, в 2017 году взаимный торговый оборот составил 34,8 млн. евро. Экспорт в Азербайджан составил 32,6 млн. евро, импорт из Азербайджана – 2,2 млн. евро.
17-19 сентября 2019 года состоялся рабочий визит представителей малого и среднего бизнеса Агентства развития Азербайджана в Литву. Были обсуждены такие вопросы, как функционирование цифровых структур экологических систем, обмен опытом, подготовка квалифицированных работников и т.д.
В октябре 2019 года во время рабочего визита министра социального обеспечения и труда Литвы Линас Кукурайтиса в Азербайджан, было подписано соглашение о сотрудничестве в области социального обеспечения. Были обсуждены перспективы сотрудничества в сфере защиты детских прав. Реализовываются совместные твиннинг-проекты.
Приоритетным направлением для сотрудничества также является сфера информационно-коммуникационных технологий (ИКТ). В апреле 2012 года между Азербайджаном и Литвой было подписано соглашение о сотрудничестве в области ИКТ. Сотрудничество подразумевало построение «e-правительства» и применение электронно-цифровой подписи.
В Азербайджане действует 19 литовских компаний в таких областях, как программирование, торговля, аграрное дело, коммуникации.

### Товарооборот (тыс. долл. США)[6]
| Годы | Экспорт Азербайджана | Импорт Азербайджана | Товарооборот |
| ---- | -------------------- | ------------------- | ------------ |
| 2014 | 1 000                | 42 000              | 43 000       |
| 2015 | 31 200               | 37 100              | 68 300       |
| 2016 | 3 100                | 28 700              | 31 800       |
| 2017 | 2 300                | 23 900              | 26 200       |
| 2018 | 19 500               | 20 100              | 39 600       |
| 2020 | 2 366,28             | 22 075,20           | 24 441,48    |
| 2021 | 13 904,06            | 28 124,32           | 42 028,38    |
| 2022 | 6 507,21             | 26 404,77           | 32 911,98    |
| 2023 | 2 401,37             | 53 199,84           | 55 601,21    |

Экспорт Азербайджана: нефть, оборудование, фрукты и овощи, строительные материалы (цемент).
Экспорт Литвы: продукты питания, оборудование, строительные материалы (древесина).

## Транспорт
В 2016 году азербайджанская компания «Karvan Logistics» была подключена к литовскому проекту "Викинг".
В апреле 2016 года между азербайджанской компанией «ADY Ekspress» и акционерным обществом «Литовские железные дороги» заключено соглашение об осуществлении грузоперевозок.
В августе 2016 года в ходе дебютного заседания азербайджанских и литовских экспертов было подписано соглашение о логистике.
В 2019 году Министерство транспорта и коммуникаций Литвы выразило свою готовность расширять авиационное сотрудничество с Азербайджаном.

## Военно-техническое сотрудничество
28 августа 2002 года между министрами обороны двух государств было заключено соглашение об установлении сотрудничества в военной области.

## Международное сотрудничество
На международной арене осуществляется сотрудничество в рамках различных международных организаций: Совет Европы, Организация по безопасности и сотрудничеству в Европе (ОБСЕ).
Литва поддерживает позицию Азербайджана в вопросе Нагорно-Карабахского конфликта.
В феврале 2020 года в Сейме Литвы был принят документ о поддержке территориальной целостности Азербайджана.

## Культурные связи
В феврале 2011 года в ходе бизнес-форума был подписан договор между Литовской бизнес-конфедерацией и Вильнюсским университетом с высшими учебными заведениями Азербайджана.
В 2011 году между генеральным директором Конфедерации предпринимательства Литвы А. Акстинасом и Президентом Азербайджанской Национальной конфедерации предпринимателей М. Мусаевым было заключено двустороннее соглашение.
В 2011 году между руководством Вильнюсского университета и директором Института кибернетики Национальной академии наук Азербайджана Т. Алиевым подписано соглашение о сотрудничестве.
В том же году между литовской компанией «Inta» и азербайджанской компанией «Kiber Ltd» было заключено соглашение о совместной научной работе.
Регионы Азербайджана Газах и Агстафа являются побратимами литовских районов Тракай и Бирштонас. Статус городов-побратимов также имеют города Шамкир и Шиаулиау.
Около 200 студентов из Азербайджана проходят обучение в высших учебных заведениях Литвы. Одна из аудиторий в Вильнюсском Педагогическом Университете посвящена азербайджанскому поэту и мыслителю Низами Гянджеви.
Один из кабинетов в Вильнюсском Университете носит название «Азербайджан».
Пять литовских ученых приняли участие в Программе по обмену исследованиями в 2014-2016 годах в Азербайджане.
В августе 2012 года в Баку стартовал совместный азербайджано-литовский молодежный летний лагерь.
В феврале 2018 года в Вильнюсе был отмечен 100-летний юбилей Гара Гараева.

## В иных сферах
Посольство Литвы в Азербайджане проводит совместную деятельность с Государственным Архивом Литвы и различными архивами Азербайджана.

## Община азербайджанцев Литвы
В 1988 году в Литве было учреждено Общество азербайджанцев Литвы «Odlar yurdu» («Родина») при Фонде культуры Литвы. Данная община способствовала созданию Координационной межнациональной ассоциации Литвы (1988-1992 годах).
По инициативе председателя общины в январе 1991 г. в базилике кафедрального собора в Вильнюсе была проведена совместная служба католиков и мусульман, которая была посвящена памяти погибших в январе 1990 года в Баку и январе 1991 года в Вильнюсе.
С 1992 по 1995 годы при Общине азербайджанцев Литвы функционировало представительство Азербайджана. 6 октября 1992 г. Председатель Общины Махир Гамзаев был назначен Полномочным представителем Азербайджана в Литве по делам азербайджанцев и восстановлению дипломатических отношений между Литвой и Азербайджаном.
В 1997 году община азербайджанцев в Литве "Odlar yurdu" была переименована в Общину азербайджанцев Литвы. Главной целью Общины является развитие и сохранение самобытности азербайджанцев, проживающих в Литве, а также их ассимиляция с местным населением.